# 卡斯爾布魯斯
卡斯爾布魯斯（Castle Bruce）是加勒比海島國多米尼克聖戴維區的一个村莊，也是該區的最大村莊，位於該島東海岸，羅莎莉以北和薩利比亞以南，2001年人口1,339人。